# Tomentella viridula
Tomentella viridula är en svampart som beskrevs av Bourdot & Galzin 1924. Tomentella viridula ingår i släktet Tomentella och familjen Thelephoraceae.  Arten är reproducerande i Sverige. Inga underarter finns listade i Catalogue of Life.